# Partido Unido de la Revolución Socialista de Cuba
El Partido Unido de la Revolución Socialista de Cuba (PURSC) fue el partido político único cubano creado el 26 de marzo de 1962, aunque sus primeros indicios fueron entregados por Fidel Castro mediante un discurso televisado el 1 de diciembre de 1961. Nace como resultado de la fusión del Movimiento 26 de Julio, el Partido Socialista Popular (PSP), y el Directorio Revolucionario 13 de marzo. Reemplazó a las Organizaciones Revolucionarias Integradas (ORI) como eje político de la revolución cubana.

## Historia
El proceso de incorporación de nuevos militantes al PURSC dejó de ser abierto, a diferencia de la ORI. Debían ser previamente seleccionados y ampliar su incorporación a todos los cubanos y no sólo a los militantes de las antiguas organizaciones revolucionarias. También se efectuaron procesos de depuración de su militancia. Todo esto con el fin de crear un partido revolucionario único y corregir lo que se consideraron errores en la creación de la ORI.
Su estructura nacional era de un Secretariado de seis personas, integrado por Fidel Castro (1.er Secretario), Raúl Castro (2.º Secretario), Ernesto Che Guevara, Osvaldo Dorticós Torrado, Blas Roca y Emilio Aragonés. Además estaba el Directorio Nacional que incluye el Secretariado y 23 integrantes adicionales. La relación de cupos con respecto a las antiguas organizaciones era trece del Movimiento 26 de Julio, diez del Partido Socialista Popular y dos del Directorio Revolucionario 13 de marzo. El 3 de octubre de 1965 se transformó en el Partido Comunista de Cuba, luego de haberse conformado su primer Comité Central el 30 de septiembre y 1 de octubre de ese mismo año.